# Бонас, Крессида
Крессида Керзон Бонас (англ. Cressida Curzon Bonas; род. 1989) — британская актриса, танцовщица и модель.

## Биография
Крессида родилась 18 февраля 1989 года в Уинчестере в семье бизнесмена Джеффри Бонаса и бывшей модели Мэри-Гей Керзон, дочери Эдварда Керзона, 6-го графа Хау. У неё семь братьев и сестёр от предыдущих браков родителей. В их числе актриса и модель Изабелла Кэлторп (род. 1980), невестка Ричарда Брэнсона.
Образование получила в Прайор Парк Колледж в Бате, где имела спортивную стипендию, и школе Стоу в Бакингемшире. Изучала танец в Королевской балетной школе и университете Лидса, окончила аспирантуру в консерватории музыки и танца «Тринити Лабан» в Гринвиче.
Будучи школьницей, она неоднократно выходила на сцену, принимая участие в постановках Habeas corpus, «Фрёкен Юлия» и «Стеклянный зверинец».
В 2009 году засветилась в небольшой роли в телесериале канала ITV2 «Троица», где также снималась её единоутробная сестра Изабелла Кэлторп.
Её театральный дебют состоялся в 2014 году на Hay Festival в Уэльсе в спектакле «Там в озере монстр». Пьеса была также представлена на Vault Festival в январе 2015 года. В мае и июне 2015 года Бонас появилась в роли Лоры в одноактной пьесе «Вечер с Люсьеном Фрейдом» Лоры-Джейн Фоули в театре Лестер-сквер. Джейн Шиллинг из The Daily Telegraph похвалила «обаяние и энергию выступления мисс Бонас».
Бонас была героиней фотосессии Марио Тестино для Vanity Fair после того, как в 2014 году её включили в ежегодный «Международный список самых стильных знаменитостей» 2014 года. Также она участвовала в рекламных кампаниях брендов Burberry и Mulberry. Её работа для последнего включала двухминутный ролик при участии актёра Фредди Фокса и срежиссированный Иваной Бобич.
В 2017 году на мировые экраны вышли два фильма с участием Крессиды Бонас — «БайБайМэн» и «Тюльпанная лихорадка».

## Личная жизнь
Крессиду считают «светской львицей».
В марте 2012 года её подруга Евгения Йоркская познакомила Крессиду со своим кузеном — британским принцем Гарри. У молодых людей завязались отношения, которые продлились до 30 апреля 2014 года, когда было официально объявлено об их расставании по обоюдному согласию. В мае 2018 года она присутствовала на свадьбе принца Гарри и Меган Маркл.
18 августа 2019 состоялась помолвка Бонас и Гарри Уэнтворта-Стэнли, агента по недвижимости, о чём пара сообщила в Instagram. Гарри Уэнтворт-Стэнли — сын Николаса Уэнтворта-Стэнли из хартфордширской помещичьей семьи и его первой супруги, Клэр Маунтбеттен, маркизы Милфорд-Хейвен (урождённой Хастед Стил), редактора журнала Tatler.

## Фильмография
| Year | Film                         | Role          | Notes  |
| ---- | ---------------------------- | ------------- | ------ |
| 2009 | Троица                       | чирлидерша    | [ 21 ] |
| 2016 | Доктор Торн                  | пациентка     | [ 22 ] |
| 2017 | БайБайМэн                    | Саша          | [ 23 ] |
| 2017 | Тюльпанная лихорадка         | миссис Стин   | [ 24 ] |
| 2020 | Убийство на ферме «Уайтхаус» | Шейла Каффелл | [ 25 ] |